# Llei del Monopoli de Petrolis de 1927
La Llei del Monopoli de Petrolis de 1927 (Reial Decret-Llei de 28 de juny de 1927) és una llei espanyola promulgada durant la dictadura del general Primo de Rivera per la qual s'estableix un monopoli estatal sobre el comerç i manipulació del petroli.

## Contingut
Els punts més importants de la llei son:
- Monopoli sobre la importació de crus i productes petrolífers
- Monopoli sobre el refinat de productes petrolífers
- Monopoli sobre l'emmagatzematge de crus i productes petrolífers
- Monopoli sobre la distribució de productes petrolífers
- Monopoli sobre la venda al detall de productes petrolífers
- Monopoli sobre l'exploració i producció d'hidrocarburs en Espanya

Per fer totes aquestes activitats, l'Estat considera la creació d'una Companyia Administradora del Monopoli de Petrolis. A través del Reial Decret de 17 d'octubre de 1927 se li atorga aquest privilegi a CAMPSA, amb una concessió per la administració del monopoli durant el període de 20 anys.
CAMPSA seria una societat anònima i els principals socis serien els majors bancs espanyols. Es reserva a l'Estat una participació del 30% en la societat.